# Reichenbach (Thuringe)
Pour les articles homonymes, voir Reichenbach.
Reichenbach est une commune allemande de l'arrondissement de Saale-Holzland, Land de Thuringe.

## Géographie
Reichenbach se situe dans le Thüringer Holzland, le long de la Bundesautobahn 9.
|               | Hermsdorf      |            |
| Schleifreisen | Reichenbach    | Kraftsdorf |
|               | Sankt Gangloff |            |

## Histoire
Reichenbach est mentionné pour la première fois en 1262.

## Source de la traduction
- (de) Cet article est partiellement ou en totalité issu de l’article de Wikipédia en allemand intitulé « Reichenbach (Thüringen) » (voir la liste des auteurs).